# Данек, Олдржих
Олдржих Данек (чеш. Oldřich Daněk; 16 января 1927, Острава, Чехословакия — 3 сентября 2000, Прага, Чехия) — чешский писатель, сценарист и режиссёр.

## Биография
Олдржих Данек родился в 1927 году в Остраве, в семье рабочего. В 1945 году он окончил гимназию и стал актёром Остравского молодёжного театра, в 1946 году поступил на театральный факультет Академии музыкальных искусств в Праге. Получив высшее образование, Данек работал режиссёром в региональном театре Градца-Кралове (1950—1953), главным режиссёром драматического театра имени Ф. Х. Шальды в Либереце (1954—1957). С 1956 года он был внештатным сценаристом на киностудии Баррандов, в 1958 году вошёл в штат, в 1960 стал кинорежиссёром.
Параллельно Данек публиковал статьи в периодике, с 1945 года занимался литературным творчеством. Он создавал статьи, которые ставились во многих чешских театрах, музыкальные либретто, исторические романы. С 1973 года Данек сосредоточился на писательстве.
Список произведений
- Вечерняя очередь (пьеса, 1949);
- Над чашей Ореба (пьеса, 1953);
- Открытие Стилфорда (пьеса, 1954);
- Искусство уйти (пьеса, 1955);
- Взгляд в глаза (пьеса, 1959);
- Бокал критского вина (пьеса, 1959);
- Свадьба самозванца (пьеса, 1961);
- Вам нравятся дураки? (пьеса, 1962);
- Охота на мамонта (пьеса, 1963);
- Король бежит с поля боя (роман, 1967);
- Измена жене (пьеса, 1968);
- Похититель (роман, 1969);
- Двое на коне, один на осле (пьеса, 1971);
- Король без шлема (роман, 1971);
- Убийство в Оломоуце (роман, 1972)[4];
- Стрелец (пьеса, 1978);
- Битва на Моравском поле (пьеса, 1979);
- Пожар в пожарной части (роман, 1980);
- Войска герцогини Валленштейн (пьеса, 1980);
- Ночь (роман, 1985)[3].